# Budislav (district de Svitavy)
Pour les articles homonymes, voir Budislav.
Budislav (en allemand : Budislau) est une commune du district de Svitavy, dans la région de Pardubice, en République tchèque. Sa population s'élevait à 508 habitants en 2024.

## Géographie
Budislav se trouve à 5 km à l'est de Proseč, à 21 km à l'ouest-nord-ouest de Svitavy, à 39 km au sud-est de Pardubice et à 129 km à l'est-sud-est de Prague.
La commune est limitée par Jarošov au nord, par Poříčí u Litomyšle à l'est, par Lubná au sud et par Proseč à l'ouest.

## Histoire
La première mention écrite du village date de 1318.

## Galerie

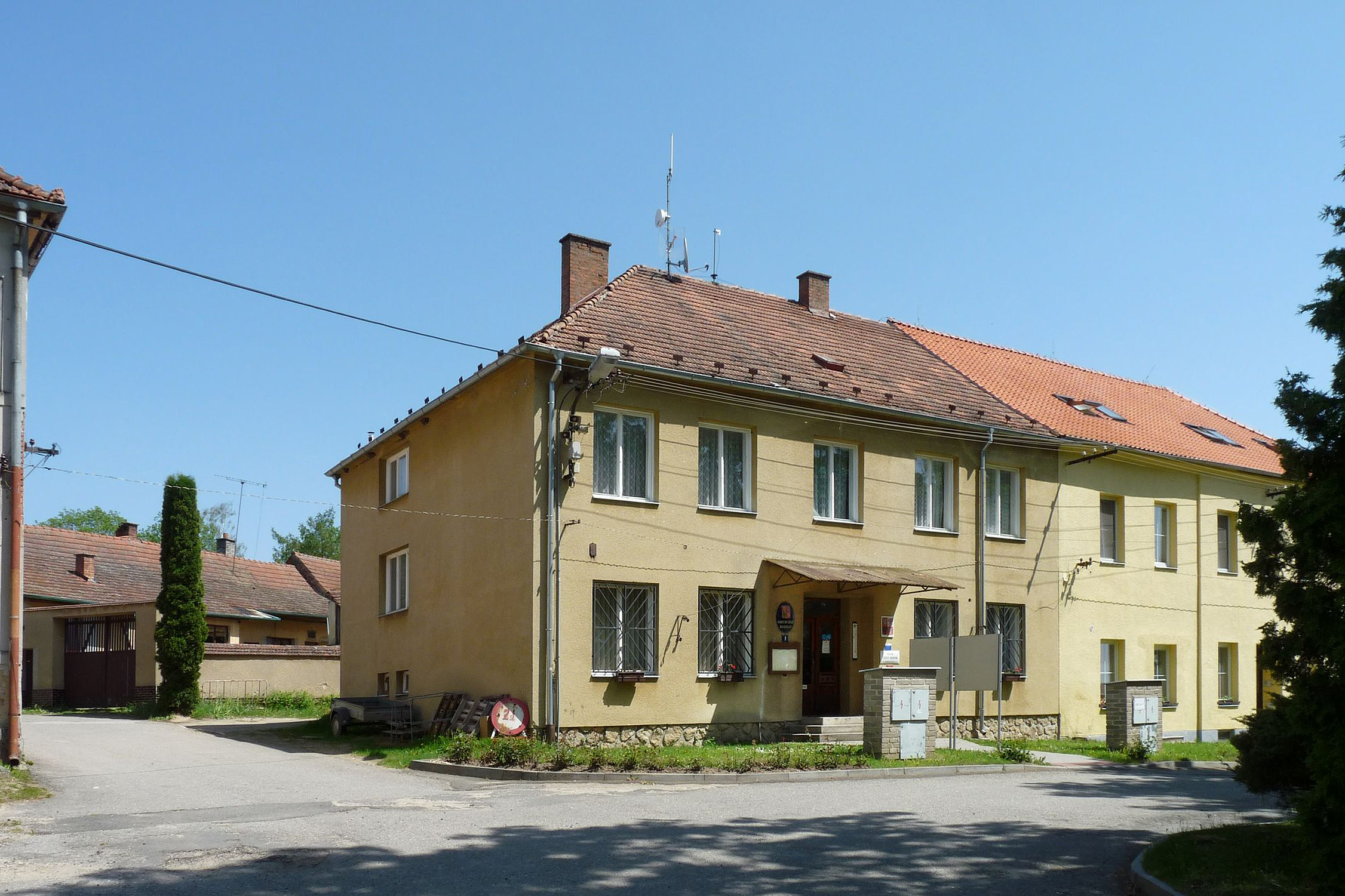
Budislav : la mairie.
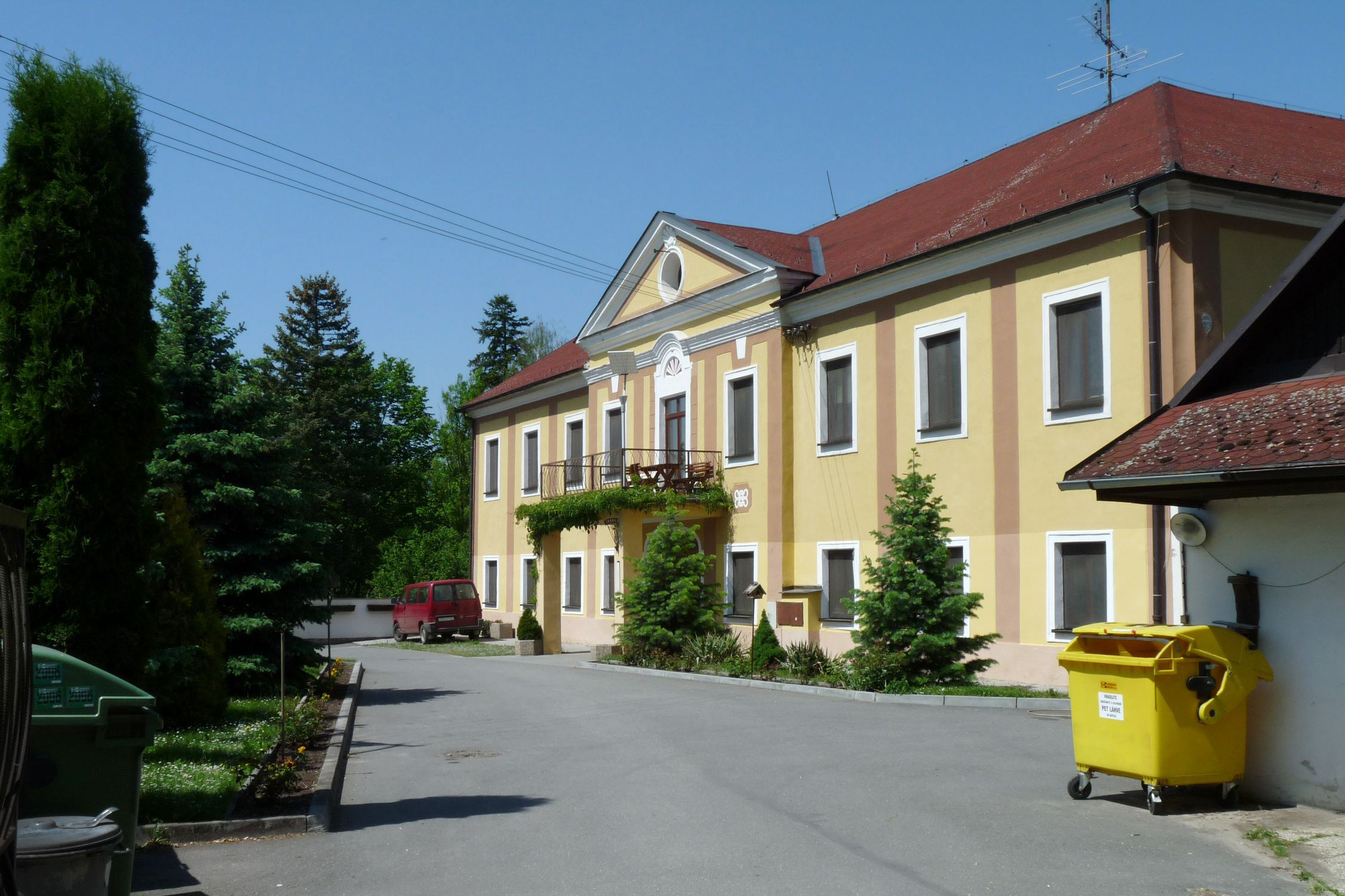
Château de Budislav.

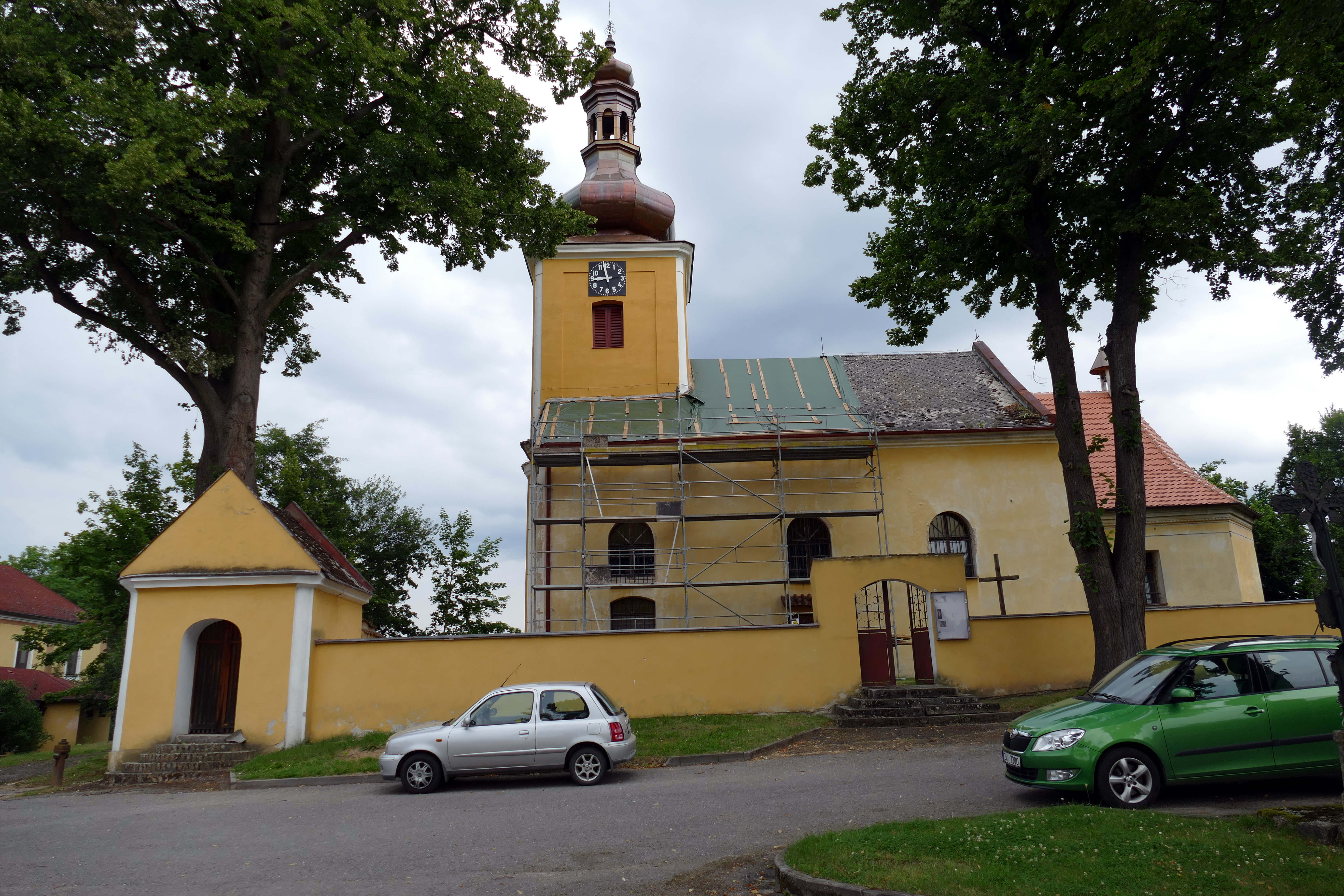
Église de Budislav.
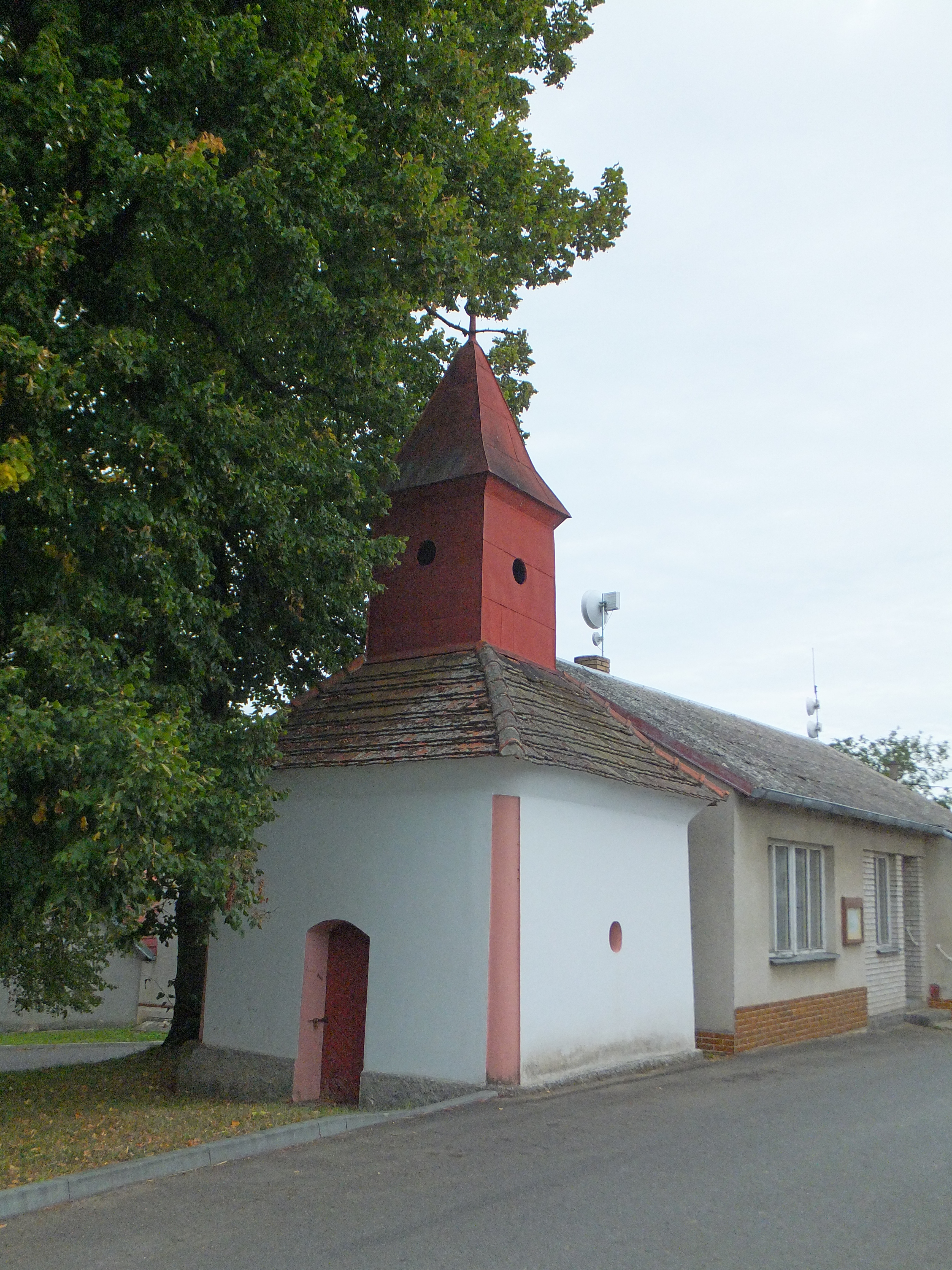
Chapelle à Záluží u Budislavě.
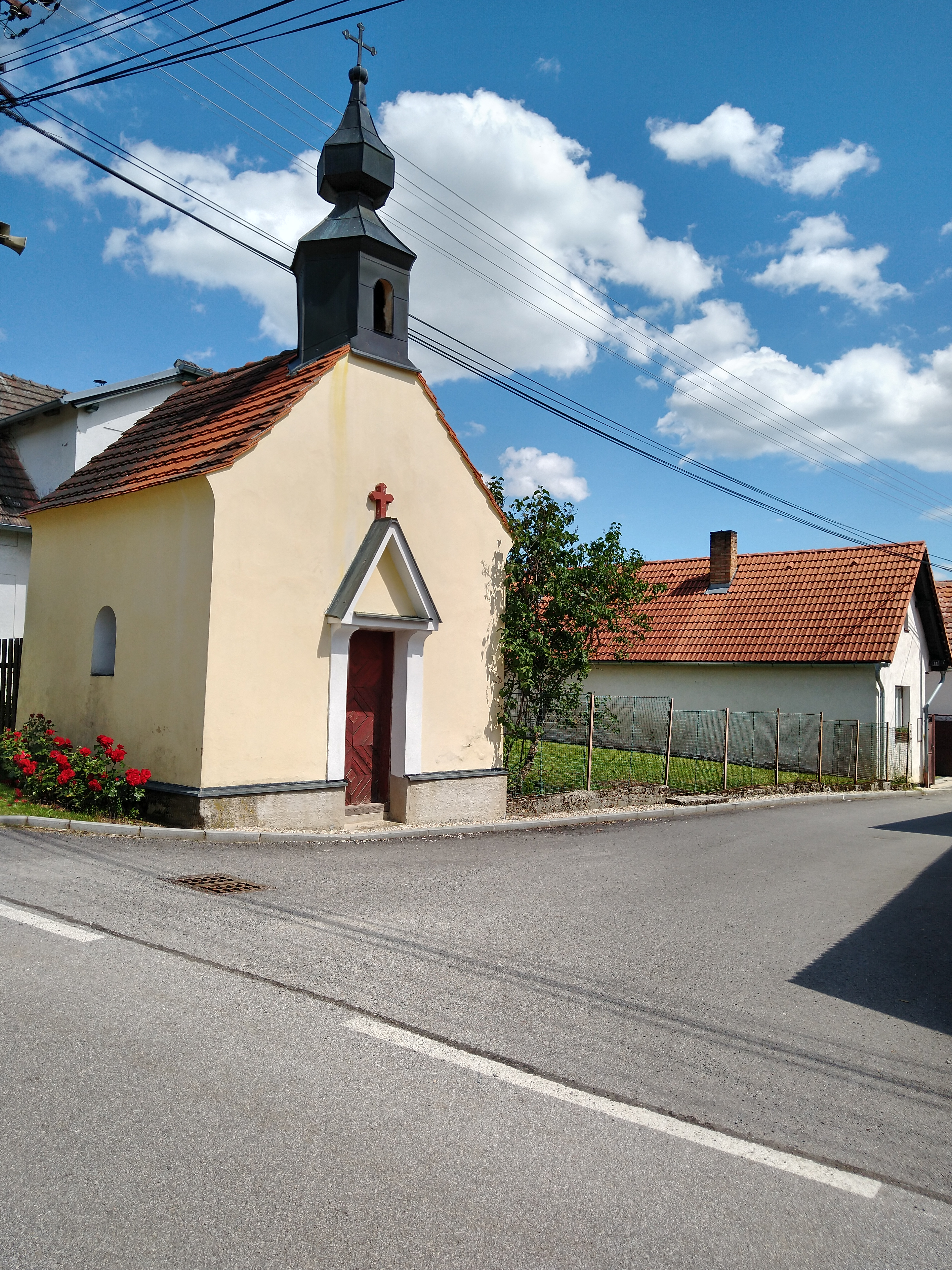
Chapelle à Hlavňov.

## Transports
Par la route, Budislav se trouve à 5 km de Proseč, à 14 km de Polička, à 31 km de Svitavy, à 49 km de Pardubice et à 165 km de Prague.